# Chiesa di Santa Margherita (Vigonza)
La chiesa di Santa Margherita è la parrocchiale di Vigonza, in provincia e diocesi di Padova; fa parte del vicariato di Vigonza.

## Storia
Si sa che la primitiva chiesa di Vigonza venne ceduta al monastero di San Cipriano di Murano nel 1138. Qualche secolo dopo, nel 1478, la stessa passò sotto il controllo del monastero di Santa Maria della Misericordia di Padova.
Questa chiesa venne demolita nel 1821 poiché era divenuta insufficiente a contenere tutta la gente che voleva assistere alle funzioni. Al posto di questa ne fu edificata un'altra, progettata da Giuseppe Jappelli, ma demolita dopo poco tempo perché era stata costruita male.
L'attuale parrocchiale venne costruita su progetto di Iacopo Sacchetti tra il 1834 ed il 1837. 
Infine, la chiesa venne ampliata nel secondo dopoguerra.